# Les Joueuses
Pour plus de détails, voir Fiche technique et Distribution.
Les Joueuses (sous-titré #Paslàpourdanser) est un film documentaire français réalisé par Stéphanie Gillard, sorti en 2020.

## Synopsis
Le film traite du parcours de l'équipe féminine de football de l'Olympique lyonnais lors de la saison 2018-2019, au cours de laquelle elle remporte le triplé championnat de France, Coupe de France et Ligue des Champions.

## Fiche technique
- Titre original français : Les Joueuses (sous-titré #Paslàpourdanser)
- Titre international : The Squad
- Réalisation : Stéphanie Gillard
- Photographie : Jean-Marc Bouzou et Stéphanie Gillard
- Montage : Laure Saint-Marc
- Production : Julie Gayet, Antoun Sehnaoui, Julien Naveau
- Sociétés de production : Rouge International, en coproduction avec Auvergne-Rhône-Alpes Cinéma
- Société de distribution : Rouge Distribution (France)
- Pays de production :  France
- Langue originale : français
- Format : couleur — 1,85:1
- Genre : documentaire
- Durée : 88 minutes
- Dates de sortie :
  - France : 1er septembre 2020 (Festival du film francophone d'Angoulême)[2] ; 2 septembre 2020 (Auvergne-Rhône-Alpes)[3] ; 9 septembre 2020 (sortie nationale)

## Distribution
- Lorena Azzaro
- Selma Bacha
- Sarah Bouhaddi
- Lucy Bronze
- Kadeisha Buchanan
- Delphine Cascarino
- Isobel Christiansen
- Audrey Dupupet
- Jessica Fishlock
- Ada Hegerberg
- Amandine Henry
- Sole Jaimes
- Eva Kouache
- Saki Kumagai
- Eugénie Le Sommer
- Amel Majri
- Melvine Malard
- Dzsenifer Marozsán
- Griedge Mbock
- Wendie Renard
- Danielle Roux
- Carolin Simon
- Shanice van de Sanden
- Lisa Weiß
- Jean-Michel Aulas

## Production
Le tournage a eu lieu de fin février au 18 mai 2019, date de la finale de la Ligue des champions, à Lyon et ses environs, ainsi qu'à Londres et Budapest.

## Accueil

### Accueil critique
Pour Screen Daily, la journaliste Wendy Ide déclare : « The Squad travaille à plusieurs niveaux. C'est un documentaire sportif qui est suffisamment convaincant pour atterrir même avec un public peu intéressé par le football. C'est un traité féministe féroce qui ne bascule jamais dans une polémique ennuyeuse. Pour la prochaine génération de footballeurs, hommes et femmes, il pourrait être un catalyseur et une inspiration. Le travail cinétique et impressionnant du directeur de la photographie Jean-Marc Bouzou capte à la fois le frisson sur le terrain d'athlètes professionnels hautement qualifiés au sommet de leur forme, et le casier dynamique de la pièce et plaisanteries. »
The Hollywood Reporter déclare : « Dans le documentaire de Stéphanie Gillard éclairant des coulisses sportives, The Squad (Les Joueuses), nous parvenons à avoir une vision plus proche et personnelle des joueuses de l'Olympique Lyonnais. Le long métrage de Gillard (…) apporte une correction indispensable à la vision extrêmement masculine du football de son pays . »